# Pareas chinensis
Pareas chinensis — вид неотруйної змії родини Pareatidae.

## Поширення
Вид поширений у Китаї, де зустрічається у південних провінціях та на Тибеті.